# Praça das Três Culturas

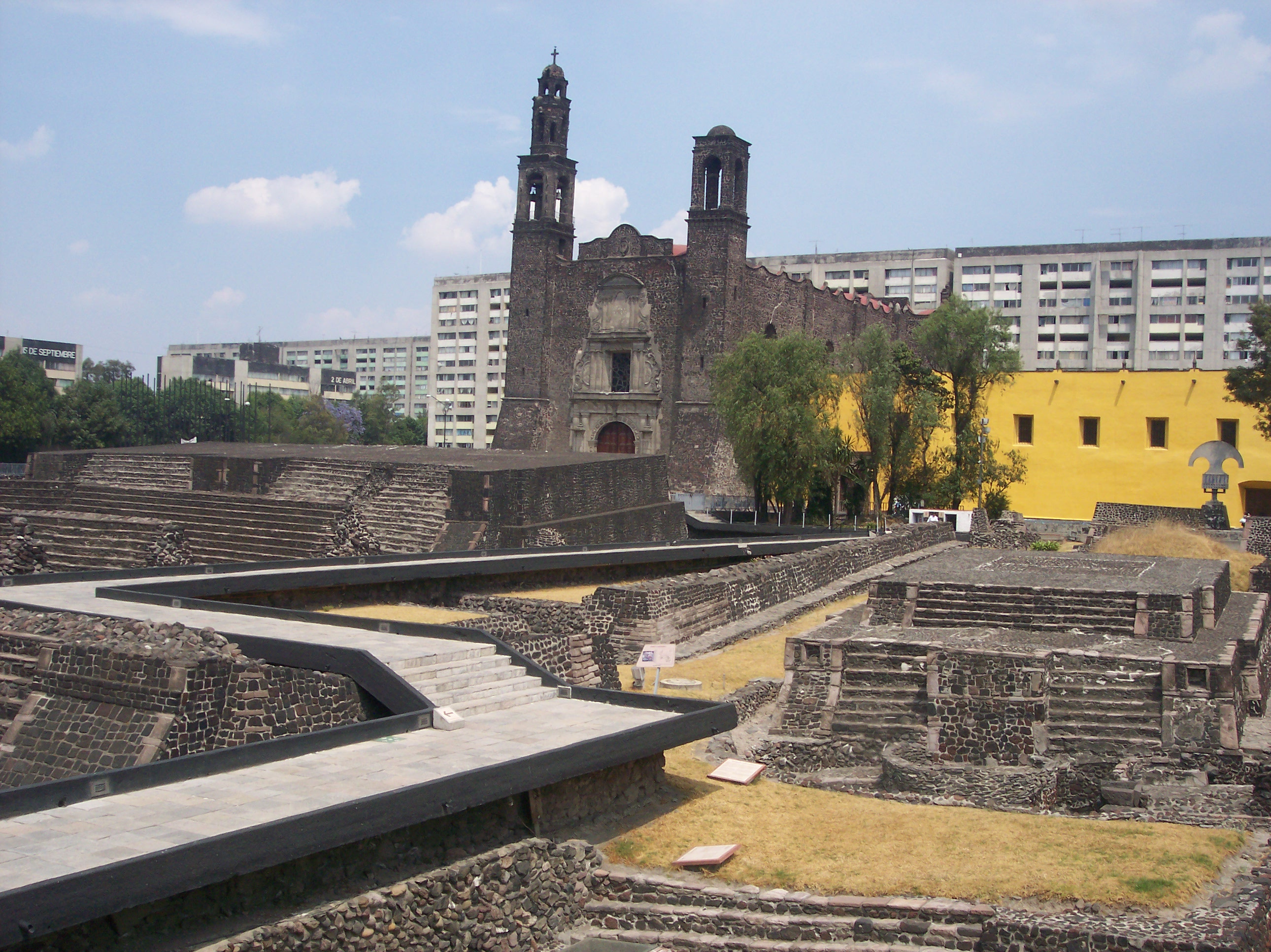
Vista da Plaza de las Tres Culturas, Cidade do México

A Praça das Três Culturas (em português) ou Plaza de las Tres Culturas (em espanhol) ou ainda Plaza de Tlatelolco é uma praça situada no centro histórico da Cidade do México, México.
Tem esta designação por se encontrar delimitada por edifícios de três etapas históricas do México: da época pré-colombiana, vice-reinal e do México contemporâneo.
A etapa pré-colombiana está representada pelas estruturas de embasamento do templo de Tlatelolco. O vice-reinado está representado pelo conjunto de convento franciscano(1537) e pelo templo de Santiago (1609).
Ao sul da praça encontra-se a moderna torre da Secretaria de Relações Exteriores que exemplifica a terceira das principais fases históricas do México.